# IY Возничего
IY Возничего (лат. IY Aurigae) — двойная затменная переменная звезда типа Беты Лиры (EB) в созвездии Возничего на расстоянии (вычисленном из значения параллакса) приблизительно 9514 световых лет (около 2917 парсеков) от Солнца. Видимая звёздная величина звезды — от +9,86m до +9,27m. Орбитальный период — около 2,7934 суток.

## Характеристики
Первый компонент — бело-голубой гигант спектрального класса B5:p или B3III. Эффективная температура — около 8879 К.